# Bacău
Bacău (en alemany: Barchau, en hongarès: Bákó) és la principal ciutat de la de província de Bacău (Romania). Té una superfície de 41 km², i, l'1 de gener de 2009, té una població estimada de 177.087 habitants. La ciutat està situada a la regió històrica de Moldàvia, als peus de la serralada dels Carpats, i del riu Bistriţa (que convergeix amb el riu Siret uns vuit quilòmetres al sud Bacău). El Pas de Ghimeş enllaça Bacău amb Transsilvània.

## Demografia
| Evolució de la població de Bacău |          |
| Any                              | Població |
| 1900                             | 16,187   |
| Cens 1912                        | 18,846   |
| Cens 1930                        | 31,138   |
| Cens 1948                        | 34,461   |
| Cens 1956                        | 54,138   |
| Cens 1966                        | 73,414   |
| Cens 1977                        | 127,299  |
| Cens 1992                        | 205,029  |
| Cens 2002                        | 175,500  |
| Estimació 2009                   | 177,087  |

Segons el darrer cens, efectuat el 2002, 175.500 persones residien en aquell moment a la ciutat de Bacău. Aquesta xifra fa de la ciutat la dotzena localitat més poblada de Romania.
A més, segons aquest mateix cens, la distribució per grups és la següent:
- Romanesos: 98,59%
- Gitanos: 0,91%
- Hongaresos: 0,1%
- Jueus: 0,06%
- Altres: 0,34%

D'altra banda, la creació de la nova àrea metropolitana de Bacău és un projecte que donaria lloc a una administració única, on s'integrarien la mateixa Bacău i els municipis més propers.

## Transport i mobilitat
La ciutat està situada a uns 300 kilòmetres al nord de la capital, Bucarest. Els principals mitjans de transport que donen servei al municipi són els següents:

### Aire
L'Aeroport Internacional de Bacău disposa de vols directes cap a altres ciutats de Romania, com Bucarest i Timişoara, així com altres ciutats d'Alemanya, Espanya i Itàlia.

### Ferrocarril
L'estació de ferrocarrils de Bacău (Gara Bacău) és una de les més transitades del país, i disposa de connexions amb les principals ciutats de Romania. A més, també ha esdevingut un centre important de trànsit per a les línies internacionals en direcció a Ucraïna, Rússia i Bulgària.

### Carretera
La localitat de Bacău s'uneix a les ciutats de Bucarest (cap al sud) i Suceava i Iaşi (cap al nord) a través de la carretera nacional DN2 (ruta europea E85). D'altra banda, la DN11 (ruta europea E574) permet accedir a la ciutat de Brașov i la regió de Transsilvània. Altres carreteres condueixen cap a Moldàvia i el nord-est de Romania.

## Personatges famosos
- Lucreţiu Pătrăşcanu, intel·lectual i polític marxista.
- Costel Pantilimon